# ورد النووي
ورد الإمام النووي، هو مجموعة من الأذكار والأوراد المنسوبة للإمام النووي والتي لاقت إقبال كبير عند علماء وأئمة الصوفية.

## نسبة الورد للإمام النووي
قدم محمد سعيد رمضان البوطي لكتاب (ورد الإمام النووي) فقال عن سند الورد:
«وقد بلغني أن في الناس من يشك أو يشكك في نسبة هذا الحزب إلى الإمام النووي، دون الاعتماد على أي بحث أو تحقق في الأمر.
فها أنا أضع أمام هؤلاء وأمثالهم سلسلة السند المتصل لتلقي هذا الحزب الشريف، وصولاً إلى صاحبه الإمام النووي رحمه الله تعالى ورضي عنه:
قال الإمام عمر الشبراوي في مقدمة شرحه على هذا الحزب: وقد تلقيته عن شيخنا العلامة محمد السباعي، وهو عن والده العلامة السيد صالح السباعي، وهو عن العلامة الشيخ الدردير، وهو عن شيخه الشيخ الحفني، وهو عن شيخه الشيخ مصطفى البكري، وهو عن الشيخ محمد بن أحمد الدمياطي الشافعي الشهير بابن الميت البديري، وهو عن الشيخ الشبراملّسي، وهو عن الشيخ العلامة عبد الرحيم العراقي، وعن الشيخ علاء الدين ابن العطار، وهو عن القطب يحيى النووي - رضي الله عنه».
بينما يرى أخرون أن الحزب أو الورد المذكور لا يمكن الجزم بنسبته إليه، بل فيه من الألفاظ التي يبعد أن يقولها الإمام النووي، كلفظ: "حسبي الساتر من المستورين ... خبّأت نفسي في خزائن بسم الله"، وغير ذلك من الكلمات والجمل التي يرون أنها ليست من طريقته، ولا أسلوبه في الكتابة.

## حكم ملازمة قراءته
أما عن حكم ملازمة الورد، فيرى بعض العلماء مثل ابن تيمية عدم جواز ملازمته، ويعتبر ذلك بدعة إضافية في الدين، كونه ليس من الأذكار أو الأدعية المسنونة عن النبي، قال ابن تيمية: «وَلَيْسَ لِأَحَدِ أَنْ يَسُنَّ لِلنَّاسِ نَوْعًا مِنْ الْأَذْكَارِ وَالْأَدْعِيَةِ غَيْرِ الْمَسْنُونِ، وَيَجْعَلَهَا عِبَادَةً رَاتِبَةً يُوَاظِبُ النَّاسُ عَلَيْهَا كَمَا يُوَاظِبُونَ عَلَى الصَّلَوَاتِ الْخَمْسِ؛ بَلْ هَذَا ابْتِدَاعُ دِينٍ لَمْ يَأْذَنْ اللَّهُ بِهِ؛ بِخِلَافِ مَا يَدْعُو بِهِ الْمَرْءُ أَحْيَانًا مِنْ غَيْرِ أَنْ يَجْعَلَهُ لِلنَّاسِ سُنَّةً.» . بينما يرى علماء أخرون أن لا حرج في ذلك وأنه يدخل في عموم ذكر الله تعالى.
قال عبد الرزاق العباد: «فالأدعيةَ المأثورةَ مشتملةٌ على جِماع الخير، وتمامِ الأمرِ، ونهايةِ المقاصدِ العليَّة، وأشرفِ المطالبِ الصحيحة، إلاَّ أنَّك ترى في كثيرٍ من الناس مَن يعدِلُ عنها ويرغَبُ في غيرها، بل ولربَّما فضَّل غيرَها عليها، ومِن هؤلاء مَن يجعلُ لنفسه وِرْداً خاصًّا قاله بعضُ الشيوخ، فيلتزمُه ويحافظُ عليه ويعظِّمُ من شأنه، ويقدِّمُه على الأدعية المأثورة، والأورادِ الصحيحةِ الثابتة عن الرسول الكريم صلى الله عليه وسلم، وهذا من أشدِّ الناس نكوباً عن الجادَّة.».

## جزء من نص الورد
مما جاء في الورد:
«بسم الله ، اللّه أكبر ، اللّه أكبر ، اللّه أكبر ، أقول على نفسي ، وعلى دِيني ، وعلى أهلي ، وعلى مالي ، وعلى أصحابي ، وعلى أديانهم ، وعلى أموالهم ؛ ألف ألف ألف لا حول ولا قوة إلاّ باللّه العلي العظيم .
بسم الله ، وبالله ، ومن الله ، وإلى الله ، وعلى الله ، وفي الله ، ولا حول ولا قوة إلاّ بالله العلي العظيم .
بسم الله على دِيني وعلى نفسي ، بسم الله على مالي وعلى أهلي وعلى أولادي وعلى أصحابي ، بسم الله على كلِّ شيءٍ أعطانيه ربي ، بسم الله ربِّ السموات السبع ، ورب الأرضين السبع ، ورب العرش العظيم .
بسم الله الذي لا يضرُّ مع اسمه شيءٌ في الأرض ولا في السماء وهو السميع العليم (3 مرات).
بسم الله خير الأسماء في الأرض وفي السماء ، بسم الله أفتتح وبه أختتم ؛ الله الله اللهُ ربي لا أشرك به أحدا ، الله الله اللهُ لا إله إلاّ هو ، الله الله اللهُ أعزُّ وأجلُّ وأكبرُ مما أخافُ وأحذر (3 مرات)
اللهم إني أعوذ بك مِن شرِّ نفسي ، ومِن شرِّ غيري ، ومن شرِّ ما خلق ربي ؛ بك اللهم أحترزُ منهم ، وبك اللهم أدْرَأُ في نحورِهم ، وبك اللهمَّ أعوذ مِن شرورِهم ، وأقدّم بين يديّ وأيديهم سورة الإخلاص(3 مرات).
ومِثلُ ذلك عن يميني وأيمانهم ، ومِثلُ ذلك عن شمالي وعن شمائلهم ، ومِثلُ ذلك أمامي وأمامهم ، ومِثلُ ذلك من خلفي ومن خلفهم ، ومِثلُ ذلك من فوقي ومن فوقهم ، ومِثلُ ذلك من تحتي ومن تحتهم ، ومِثلُ ذلك محيطٌ بي وبهم».

## الشروح
كثرت الشروح الموضوعة على الكتاب والتي قام فيها كاتبوها ببيان معاني ألفاظه، وتضمين الفوائد والملح العلمية والطرائف، وتقرير مذهب الصوفية ومشاربهم السلوكية، وقد جمع الشيخ عبد الله بن محمد الحبشي من هذه الشروح ٢٣ شرحًا، وهي:
- «شرح حزب النووي»، محمد بن الطيب بن أحمد العلمي الوزاني المتوفى سنة ١١٣٤ھ.
- «الفتح المولوي في شرح ألفاظ النووي»، أحمد بن قاسم البوني المتوفى سنة ١١٣٩ھ.
- «الدر المعنوي في شرح حزب الإمام النووي»، محمد بن أحمد الشريف الجزائري المتوفى سنة ١١٣٩ھ.
- «المطلب التام السوي في شرح حزب الإمام النووي»، مصطفى بن كمال البكري المتوفى سنة ١١٦٢ھ.
- «شرح حزب الإمام النووي»، محمد بن الطيب المدني الفاسي المتوفى سنة ١١٧٠ھ.
- «شرح حزب الإمام النووي»، حسن بن علي بن أحمد المدابغي المتوفى سنة ١١٧٠ھ.
- «منحة الرب القوي على حزب النووي»، قاسم بن محمد الحسني الحنفي المتوفى بعد سنة ١١٧٢ھ.
- «الفتح القوي شرح حزب الإمام النووي»، أحمد بن عمر بن أيوب الإزميري الرومي الواعظ الحنفي المتوفى نحو سنة ١١٨٠ھ.
- «شرح الملوي على حزب الإمام النووي»، شهاب الدين أحمد بن عبد الفتاح المجيري الملوي المتوفى سنة ١١٨١ھ.
- «المطلب التام السوي على حزب الإمام النووي»، مكي بن محمد سعيد بن ياسين بن سليمان الجوخي الحلبي الدمشقي الشهير بالجوخي المتوفى سنة ١١٩٢ھ.
- «فتح القدير شرح حزب النووي الشهير»، أحمد بن شهاب الدين أحمد السجاعي المتوفى سنة ١١٩٧ھ.
- «فتح القوي شرح حزب النووي»، عبد الله بن سليمان المعروف بالجرهزي الزبيدي المتوفى سنة ١٢٠١ھ.
- «شرح حزب الإمام النووي»، سليمان بن عبد الرحمن المعروف بمستقيم زاده الرومي المتوفى سنة ١٢٠٢ھ.
- «شرح حزب الإمام النووي»، محمد مرتضى بن محمد الزبيدي المتوفى سنة ١٢٠٥ھ.
- «فتح الغني القوي بشرح حزب النووي»، كمال الدين مصطفى بن محمد بن عبد الله المعروف بكمالي المتوفى سنة ١٢١٠ھ.
- «شرح حزب الإمام النووي»، عثمان بن أحمد الفرتكي النيكده وي الرومي المتوفى سنة ١٢١٥ھ.
- «شرح حزب الإمام النووي»، محمد صادق حفيد زاده المتوفى سنة ١٢٣٠ھ.
- «المورد العذب الهني في حل ألفاظ حزب الإمام النووي»، محمد صالح الريس الزمزمي المكي المتوفى سنة ١٢٤٠ھ.
- «معين التالي لحزب النووي»، حسن بن عمر الشطي البغدادي الدمشقي المتوفى سنة ١٢٧٤ھ.
- «شرح حزب الإمام النووي»، أبو عبد السلام عمر بن جعفر الشبراوي المتوفى سنة ١٣٠٣ھ.
- «شرح حزب النووي»، أبو المحاسن محمد بن خليل القاوقجي المتوفى سنة ١٣٠٥ھ.
- «الفيض العلي شرح حزب النووي»، أحمد فيضي بن الحاج علي عارف بن عثمان بن مصطفى الجورومي المتوفى سنة ١٣٢٧ھ.
- «الفيض النبوي على حزب النووي».[7]

## مقالات ذات صلة
- الصلاة الإبراهيمية
- يحيى بن شرف النووي
- الأذكار المنتخب من كلام سيد الأبرار
- الوظيفة الزروقية

## وصلات خارجية
- كتاب الأذكار للنووي